# Pancaia
Pancaia o Panchea (in greco antico: Παγχαΐα?, Panchaía) è un'isola, non ben identificata e forse fittizia, menzionata per la prima volta dal filosofo greco Evemero, alla fine del IV secolo a.C. Evemero descrive l'isola e il suo viaggio nella sua opera principale, la Storia sacra (Ἱερὰ ἀναγραφή), di cui sopravvivono oggi solo frammenti e delle parafrasi.
I frammenti conservati dagli autori successivi, come lo storico greco Diodoro Siculo e lo scrittore cristiano del IV secolo Eusebio di Cesarea, descrivono Pancaia come un'isola paradisiaca situata nell'Oceano Indiano, con una forma di governo ispirata a principi razionali. Evemero, nel suo viaggio, giunse nell'arcipelago, di cui la Pancaia era una delle isole, viaggiando attraverso il Mar Rosso e intorno alla Penisola arabica; nel tempio dell'isola dedicato a Zeus Trifilio, posto ai piedi di un monte elevato chiamato Olimpo Trifilio (i.e. delle tre tribù originarie che popolarono l'isola), il filosofo scoprì una stele d'oro, che conteneva un registro delle nascite e delle morti degli dèi e delle loro imprese, avendo così la prova che essi erano solo figure storiche.
Il luogo descritto da Evemero potrebbe assomigliare all'isola di Socotra, anche se è improbabile che Pancaia sia interamente un luogo reale; potrebbe invece essere un espediente letterario ideato dall'autore. In molte parti la sua descrizione è simile all'Atlantide di Platone.